# 제라르 질리

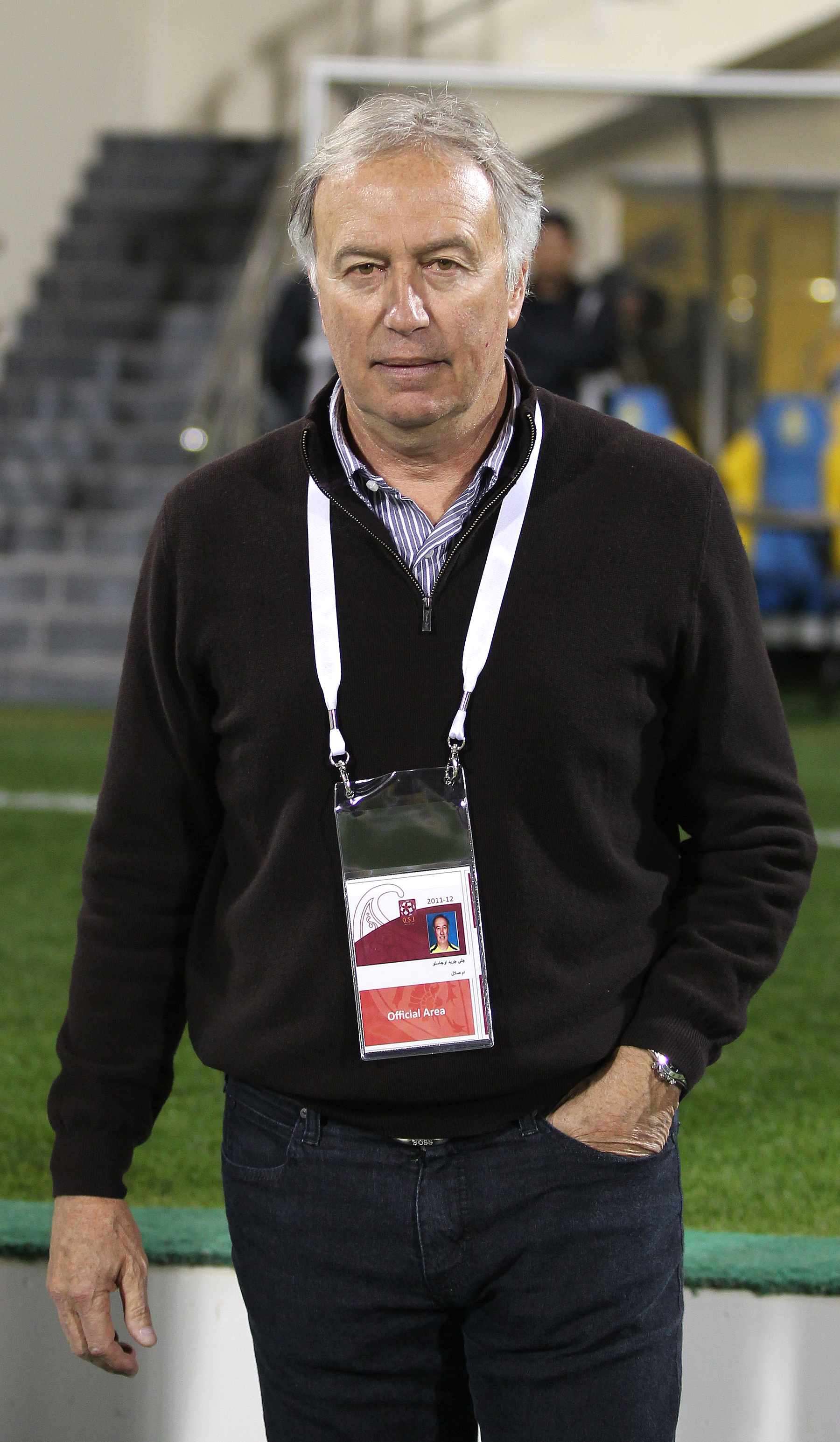

제라르 질리(Gérard Gili)(1952년 8월 7일 ~ )는 프랑스의 축구 골키퍼이다. 2008 베이징 올림픽 축구 코트디부아르 팀의 감독을 맡기도 했다.